# 阿努比斯行動
阿努比斯行動或稱20-S是西班牙政府試圖強行阻止2017年加泰隆尼亞獨立公投的一項司法行動，由國民警衛隊於2017年9月20日根據巴塞羅那第13號審判法庭的命令發起。

## 背景

### 導火線：加泰隆尼亞獨立公投
司法機關調查開始於極右翼政黨呼聲和一位匿名投訴人提出的投訴，確保公投的準備工作正在進行中。調查被分配給巴塞羅那第 13 號審判法庭，該法庭有一位保守派法官胡安·安東尼奧·拉米雷斯·桑耶，他與司法權總委員會關係密切。辯方稱，此決定的目的是讓一名強硬的反獨立法官調查此案。
9月9日，西班牙國民警衛隊突襲了涉嫌與獨立公投有關的周報 El Vallenc 的總部，大約200人聚集在大樓前聲援接受調查的記者。同一天，國民警衛隊還突擊搜查了康斯坦蒂的 Indugraf Offset 印刷廠，搜查與加泰羅尼亞公投有關的選票和材料。
9 月 19 日，國民警衛隊在搜查參與分發獨立公投選票的郵政服務公司Unipost的辦公室後沒收了超過 45,000 份投票站成員的通知。數百名抗議者坐在辦公室前進行非暴力抵抗，使司法委員會的行動延遲數小時。

### 加泰羅尼亞警察的兩難：效忠哪一個政府
自加泰隆尼亞獨立公投宣佈舉行，加泰自治警隊一直處於兩難局面。一方面，加泰警察有責任維護西班牙法律及統一，另一方面，加泰警察礙於對加泰羅尼亞政府的忠誠及自己的立場。加泰警察內部對獨立公投的態度也截然不同，變得政治化，這也導致加泰警察態度模糊，不是與中央政府站在同一陣線、但也沒有明確支持加泰政府，但更多時候加泰警察經常在中央政府、國家警察與抗議者之間周旋，充當調和者的角色。

## 行動

### 9月20日
根據巴塞羅那第13指令法院的命令，2017年9月20日上午，西班牙國民警衛隊突擊搜查了41個地點，包括：加泰羅尼亞副主席的總部、區域經濟部、外交部、社會事務部和家庭部、稅務部、加泰羅尼亞開放行政聯盟、加泰羅尼亞金融學院、dotCAT 基金會、加泰羅尼亞政府官員的私人住宅和一家印刷公司。西班牙官員聲稱在突襲中沒收了960萬張選票。
西班牙國民警衛隊逮捕了14人，其中大多數是加泰羅尼亞自治區的高級成員，還有部分私營公司的首席執行官或行政人員。
幾個小時後，國家警察部隊的官員於下午5點在巴塞羅那卡斯普街的人民團結候選人黨總部周圍盤旋，但被黨員和支持者阻止進入內部搜查。該黨多次呼籲支持者「去保護我們 ( 人民團結候選人黨 ) 的總部」，並組織了一次靜坐抗議，以阻止執法人員進入辦公室。警察留守了八小時，直到他們最終離開，沒有搜查建築物或逮捕任何人。
同日，西班牙政府宣布，將派出兩艘艦艇前往巴塞羅那及塔拉戈納，調派從西班牙各地調來的西班牙警察增援。第一艘抵達巴塞羅那的船隻是一家意大利航運公司的Rhapsody號，隨後是MS Moby Dada號。停靠在塔拉戈納的這艘船名為GNV Azzurra。這三艘船的載客量為 6,600 人。

#### 抗議
隨著搜查的開始，人群自發地聚集在西班牙國民警衛隊突襲的建築物外；如經濟部總部和對外事務部。
幾分鐘後，文化遺產保護委員會和加泰羅尼亞國民議會呼籲動員起來，以避免示威者被起訴，西班牙《公民安全法》對未授權示威設定了非常嚴厲的處罰。支持獨立的民間組織呼籲在一些被搜查的建築物前進行「和平抵抗」。巴塞羅那市長也號召市民走上街頭抗議。在人們開始聚集在經濟部前不久，人群迫使格蘭大道關閉。

儘管警方的行動沒有事先通知加泰隆尼亞警察，一旦人們開始聚集在加泰羅尼亞經濟部門周圍，國民警衛隊就要求加泰警察進行干預。參與突襲的國民警衛隊特工在白天向加泰警察發出了6次求救電話。第一次求助是在上午9點14分，主題是：
緊急 - 請求支持
目的是迫使人群遠離經濟部大樓40米。加泰警察拒絕請求，稱這可能會導致公共秩序混亂，而且示威是和平的，經過授權。加泰羅尼亞國民議會志願者創建了一條人類走廊，這樣進入大樓的通道就不會被阻塞。只要突襲還在進行，經濟部的工作人員就在大樓的陽台上懸掛加泰羅尼亞和歐盟的旗幟。加泰警察聲稱他們沒有事先收到有關突襲的通知，因此他們無法準備行動以使示威者遠離建築物。中午，國民警衛隊通知加泰警察，他們將在 20 點 15 分左右結束登記，但後來表示，由於電腦問題，將延遲數小時。直到深夜大多數示威者已經離開時加泰警察才放棄使用人群控制裝置。
當時在場的一名法院書記員說，她一直被困在經濟部大樓裡直到午夜，不得不從屋頂露台逃走，而幾名特工整晚都被困在外面，而示威者在外面喊著「你出不來」和「他們不得通過」。在法院書記員拒絕使用警方開闢的走廊後，加泰警察提出了從鄰近建築物的屋頂露台逃走的方案。國民警衛隊則一直留在大樓內，直到示威活動結束，加泰警察清場，他們才能進入停在經濟部總部前面的三輛汽車。這些汽車被示威者破壞。據國民警衛隊稱，車輛（三輛 Nissan Patrol）的損失為 135,632 歐元。
警衛隊官員將無人看管的武器和彈藥留在車內。直到下午，加泰警察才得知車內裝有武器，當時，警察動用直升機確認沒有示威者進入車內。最終，加國會和文保會的領導人被告知車內有武器。那時，志願者擴大了人行走廊，將汽車留在走廊內，因此示威者無法接近。
佐迪·桑切斯和霍爾迪·奎克薩爾特 —— 加國會和文保會的領導人以及加泰警察少校何塞普·柳伊斯·特拉佩羅·阿爾瓦雷斯被指控犯有煽動罪，涉嫌鼓勵抗議者阻礙西班牙執法人員突襲。兩人均被還押，不得保釋。

#### 反應
數十個加泰羅尼亞組織譴責西班牙中央政府監禁加泰羅尼亞官員，呼籲尊重加泰羅尼亞的「民主和言論自由」。包括所有加泰羅尼亞公立大學（巴塞隆拿大學、巴塞羅那自治大學、赫羅納大學、龐培法布拉大學、萊里達大學、加泰羅尼亞理工大學、羅維拉-威爾吉利大學、加泰羅尼亞開放大學）、最大的加泰羅尼亞工人和學生會，包括工人委員會和勞動者總聯盟 ，以及巴塞羅那足球俱樂部和赫羅納足球俱樂部等體育俱樂部、20 多個專業協會、加泰羅尼亞鄰里協會聯合會、FundiPau等非政府組織、 Primavera Sound等音樂節和Fundació Antoni Tàpies等文化組織。
加泰羅尼亞主席卡萊斯·普伊格蒙特將行動描述為「事實上暫停加泰羅尼亞的自治」。 巴塞羅那市長阿達·科洛稱行動是「民主醜聞」。 西班牙左翼政黨我們能的領導人將被捕的官員定義為政治犯。歐洲議會議員迪米特里奧斯·帕帕迪穆利斯認為這種情況對西班牙來說是一個「非常令人擔憂的變化」。 承諾聯盟的聯合發言人莫妮卡·歐特拉將其定義為「禁止言論自由的行為」。

### 9月21日
2017年9月21日，加泰羅尼亞政府主席卡萊斯·普伊格蒙特在推特上宣佈公投網頁已重新上傳，並給出了投票站信息和指示。
示威者在加泰羅尼亞高等法院前的路易斯大道組織了一次示威，要求釋放加泰官員，同時舉著寫著「停止獨裁統治」和「我們要投票」的標語。在示威期間，幾位政客和公眾人物發表講話，要求人民繼續動員起來保衛加泰羅尼亞的自治地位。
加泰羅尼亞一些地區的大學生曠課並擾亂了對角線大道的交通，並參加了在加泰羅尼亞高等法院前的示威活動。在學生的另一場抗議活動中，巴塞羅那大學廣場附近的交通中斷。
在格拉西亞大道的西班牙國民警衛隊總部前，150人舉行示威，高喊口號支持警察行動，支持加泰羅尼亞與西班牙保持統一，反對獨立公投。當抗議者試圖截斷交通時，與加泰警察發生了衝突。
英國議會多位黨派成員在一封公開信中表達了他們對「西班牙中央政府為阻止公投所採取的措施」極度不安。來自英國和愛爾蘭的一百多位法律、人權和相關學科的學者的另一封公開信表達了擔憂「西班牙中央政府對加泰羅尼亞的政治鎮壓程度是自佛朗哥獨裁統治以來從未經歷過的」。

## 網路政治審查
公投前，西班牙執法機關強行關閉了140多個網站，其中包括加泰羅尼亞政府提供公投信息的官方網站，以及在第一個網站被封鎖後製作的數十個複製備份網站。9月23日，法院授權國民警衛隊屏蔽與獨立公投有關的網站。9月29日，法院命令Google刪除一個傳播獨立投票資訊的應用程序。
支持獨立的民間組織加泰羅尼亞國民議會的主要站點也被封鎖。在某些情況下，只發送了司法請求。國民警衛隊仍然持續突襲西班牙主要電信運營商辦公室、域名提供商、dotCat 基金會辦公室和谷歌，並強行要求供應商屏蔽或刪除任何有關獨立公投的網站。根據Tor專案公司至2017年9月25日之調查，西班牙政府主要通過篡改DNS、HTTP(S)阻塞及域名接管等方式封鎖網站。這種情況被許多人定義為「審查」，並受到來自世界各地的互聯網相關組織的譴責。

## 備註
1. ↑  Drift可以解釋作「變化」

## 外部連結
- Article on BBC: Catalonia referendum: Spain steps up raids to halt vote （页面存档备份，存于）